# 矢矧晴一郎
矢矧 晴一郎（やはぎ せいいちろう、1929年12月1日（95歳）- ）は、日本の経営戦略コンサルタント。起業家。矢矧経営研究所代表。
アメリカのボストン・コンサルティング・グループで経営戦略を身につけ、日本で草分け的存在の経営戦略コンサルタントとなる。経営資源配分戦略等の戦略技法、YS法等の意思決定技法等を数多く考案し、著書は200冊を超える。

## 略歴
東京生まれの東京育ち。東京都台東区の黒門小学校を卒業後、慶應義塾普通部に入学。慶應義塾高等学校から慶應義塾大学へ進み経済学部を卒業。大学では千種ゼミナールで理論経済学を専攻。
1951年、富士銀行に入行。本店、新橋支店、三田支店、調査部、業務部などを歴任。富士銀行に17年勤務。1965年に最初の著書「世界の銀行」を出版。1969年、ボストン・コンサルティング・グループに入社。日本支社、ボストン本社を経て帰国し日本支社に戻る。
1980年に独立して株式会社矢矧コンサルタントを設立。独自に考案した経営戦略と判断法により顧客を開拓。大手企業を顧客として企業ビジョン、経営戦略、経営計画の策定を行った。企業の方向付け、企業体質改革、多角化、新事業育成などを中心としてコンサルティングを行った。
社長を務めながら公職を歴任。官庁は当時の名称で通産省、郵政省、運輸省、文部省、大蔵省、法務省、厚生省などの委員長・委員・講師。団体は社団法人パーソナルコンピュータユーザ利用技術協会の役員など。大学は慶應大学、早稲田大学、一橋大学の講師。
1996年株式会社矢矧経営研究所を設立。情報化への貢献により、通商産業大臣賞を1996年に受賞。韓国旧財閥系企業より、経営指導および会社発展の貢献により感謝牌を受けた。

## 人物
小学生のころは、病気がちで気が弱かった。いじめにあい、「体力では勝てないが、知恵で勝とう」と決心した。中学生の時に東京大空襲で家が焼けた。戦後まで苦しい時期を過ごした。入社一年目に結核の手術を3回。体力・気力が衰えて意識を失ったが回復。
以後は第二の人生として「全原因自己改革」を実践。
多芸多才。高校三年生のときに、汎用上達法を考案して、自己啓発に応用してきた。ITへの興味関心も持ち、日本人のパソコンとインターネットの利用では先駆者である。音楽は作曲、作詞、訳詞、演奏、編曲、重ね録音を一人でこなす。1985年頃からDTMに親しむ。パソコンを使い絵画・アニメの制作も行う。

## 著書
- 「預貸金の変動要因」(文雅堂銀行研究社1965)
- 「世界の銀行」(銀行研修社1965)
- 「預金の見方」(文雅堂銀行研究社1966)
- 「躍進するアメリカのＯＲ」(日本科学技術連盟1967)
- 「会計情報システム」(東洋経済新聞社1968)
- 「パソコンミュージック入門 -新しいパソコン・ホビーの世界-」（ブルーバックス1985）ISBN 978-4-06-118197-7
- 「自分を超えるスピードアップ勉強法」(KKロングセラーズ2007) ISBN 978-4-8454-2114-5
- 「100%子供に夢とやる気をもたせる！！」(コスモトゥーワン2008) ISBN 978-4-87795-146-7
- 「スピードアップ仕事術」(KKロングセラーズ2008) ISBN 978-4-8454-2131-2
- ポケット版「仕事はＡ4 一枚でまとめなさい」(あさ出版2009) ISBN 978-4-86063-349-3
- 「ピンチをチャンスに変えて勝つ！」(KKロングセラーズ2009) ISBN 978-4-8454-2154-1
- 「どんな悩みも5分で解決するマジックワード30」(KKロングセラーズ2012) ISBN 978-4-8454-0925-9　など多数。

## 考案した技法・ノウハウ

### 企業ビジョン
- ビジョン意味ネットワーク
- 企業ビジョン枝分かれ図
- ビジョン半円展開図[4]

### 経営戦略
- 企業構造改革戦略　３次元
- 経営資源配分戦略　８次元
- 経営効率向上戦略　６次元
- 投入効果増強戦略　４次元[5]

### 経営計画
- パラメトリック計画シミュレーション
- 質的混合計画法[6]

### 経営管理
- 先手管理シミュレーション[7]

### 質的判断法
- 達成法：目標達成のYS法[8]
- 順位法：優先順位の決定
- 決断法：やる・やらないの決断
- 配分法：人物金時間の配分[9]

### 人生計画
- 生涯モットー[10]
- 人生ルール[11]
- 戦略的意思決定ルール[12]

### ビジネスマルチメディア
- 文章価値向上法[13]
- 図価値向上法[14]
- グラフ価値向上法[15]